# Eltűntek (Született feleségek)
Az Eltűntek (We All Deserve to Die) a Született feleségek (Desperate Housewives) című amerikai filmsorozat százharmincadik epizódja. Az Amerikai Egyesült Államokban először az ABC (American Broadcasting Company) adó vetítette 2010. április 18-án.

## Az epizód cselekménye
Gabrielle úgy dönt, hogy felajánlja az egyik petesejtjét Bobéknak, hogy ők is igazi családdá válhassanak. Carlos azonban egyáltalán nem lelkesedik az ötletért. Irina és Lynette együtt próbálják meg a lány menyasszonyi ruháját kiválasztani, amikor a lány egy furcsa hívást kap, amelyben a rendőrséget is emlegetik. Bree és Andrew között pedig egyre jobban elmérgesedik a helyzet. Mike eközben anyagi gondokkal küzd, ezért Susan megpróbál titokban segíteni neki...

## Mary Alice epizódzáró monológja
- A narrátor, Mary Alice monológja az epizód végén így hangzik (a magyar változat alapján):

"Mind tudjuk jól, hogy a gonosz létezik. Az újságok tele vannak hirtelen eltűnő fiatal lányokról szóló cikkekkel. Ám mi oda sem figyelünk rájuk, mert aggódunk a házasságunkért, féltjük a baráti kapcsolatainkat, szorongunk az alkalmazottaink miatt. Igen, nem fordítunk figyelmet a gonoszra, mert azt hisszük, hogy a mi házunkba úgyse tenné be a lábát, de betenné és néha, még be is engedjük."

## Epizódcímek más nyelveken
- Angol: We All Deserve to Die (A halált mind megérdemeljük)
- Francia: Gaby, une amie qui vous veut du bien (Gaby, a barát, aki a legjobbat akarja a barátainak)
- Olasz: I cattivi vicini (A rossz szomszédok)
- Német: Das Böse (A gonosz)
- Lengyel: Wszyscy zasługujemy na śmierć (A halált mind megérdemeljük)
- Makedón: Сите заслужуваме да умреме (A halált mind megérdemeljük)
- Arab: يتوقع الله (Isten rád vár)